# 馬克·史格特戴
馬克·史格特戴（英文：Mark Scatterday / Mark Davis Scatterday），美國指揮家。

## 教育
馬克·史格特戴於1989年取得伊士曼音樂學院音樂藝術博士學位（Doctor of Musical Arts degree），同時也擁有密歇根大學長號演奏碩士學位，及阿克倫大學（University of Akron）音樂教育系和長號演奏系學士學位。

## 康奈爾大學時期
在伊士曼音樂學院工作之前，馬克·史格特戴由1989年至2002年間在美國康奈爾大學擔任音樂系教授及主席，亦指揮該大學的管樂合奏團、管樂團、室樂管樂團及節日管弦樂團。他也教授指揮、音樂理論、低音銅管演奏。在康奈爾大學，他是新音樂樂團「X室樂團」（Ensemble X）的首席指揮，該樂團於2003年在卡內基音樂廳演出。他是美國伊薩卡卡尤加管樂團（Cayuga Winds）的指揮及音樂總監的。他還在伊薩卡學院（Ithaca College）教授指揮。

## 伊士曼音樂學院時期
2002年1月28日，經過在美國廣泛地搜尋，伊士曼音樂學院委任馬克·史格特戴出任世界著名的伊士曼管樂合奏團第4任指揮，接替擔任了長達37年伊士曼管樂合奏團第3任指揮的唐諾·漢斯柏格（Donald Hunsberger）。
馬克·史格特戴是羅徹斯特大學伊士曼音樂學院指揮系教授和指揮及合奏團部主席。 2004年，他率領伊士曼管樂合奏團到日本、台灣和澳門巡迴演出。 2005年，他帶領樂團在廣受讚譽的卡內基音樂廳（Carnegie Hall）進行了音樂會，亦在日本指揮了為輕井澤一個新的音樂廳開幕的音樂會，當中包括東京愛樂樂團的成員。 2009年，在著名的芝加哥美國中西部管樂團診療室研習營（Midwest Clinic），首演了米高·伯里特 （Michael Burritt） 《傑夫泰澤複段》（Jeff Tyzik's Riffs）樂曲。

## 外部連結
- 馬克·史格特戴的官方傳記 （页面存档备份，存于）

| 前任者： 唐諾·漢斯柏格 | 伊士曼管樂合奏團指揮 2002年- | 繼任者： 無 (現任) |